# Anthurium nigropunctatum
Anthurium nigropunctatum är en kallaväxtart som beskrevs av Thomas Bernard Croat och J.Rodr.Salvador. Anthurium nigropunctatum ingår i släktet Anthurium och familjen kallaväxter. Inga underarter finns listade.